# 巴门达大学
巴门达大学（法語：Université de Bamenda， 简称 UBa）是喀麦隆的一所公立大学，位于英语区的重要城市巴门达。

## 概况
该校于2010年通过总统法令正式建立，为一所英语授课的公立大学。目前由11个教学单位组成。
2011年9月30日，喀麦隆总统保罗·比亚签发2011/318号与319号总统令，分别任命姆沃戈·多米尼克与塔法·埃多卡·爱德华·奥基为巴门达大学董事会主席与校长。